# Volodymyrets

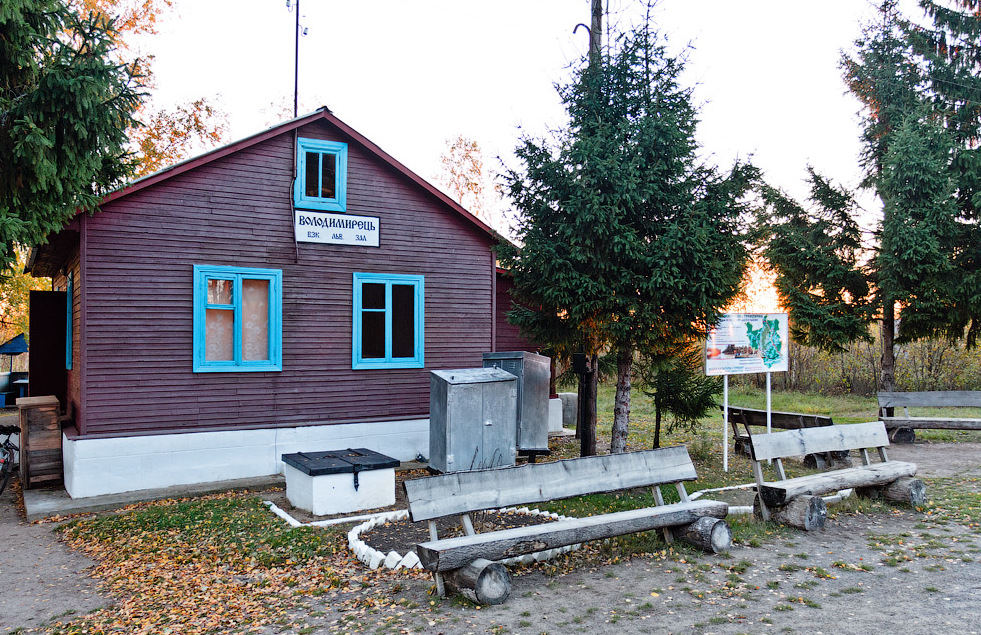
Estação ferroviária de Vladimirets, em 2013.

Volodymyrets é um assentamento de tipo urbano no Oblast de Rivne (província) no oeste da Ucrânia. A cidade também era anteriormente o centro administrativo de Volodymyrets Raion (distrito), abrigando os edifícios da administração local do distrito até a abolição do raion, mas agora é administrado dentro de Varash Raion. Sua população era de 8.699 no censo ucraniano de 2001. A população estimada em 2022 foi de 9.315 habitantes.
A cidade está localizada na confluência dos rios Styr e Horyn. Volodymyrets foi fundada pela primeira vez nos tempos da antiga Rússia de Kiev, e adquiriu o status de um assentamento de tipo urbano em 1957.